# Бодо, Жан Морис Эмиль
Жан Мори́с Эми́ль Бодо́ (фр. Jean-Maurice-Émile Baudot, 11 сентября 1845, Маньё — 28 марта 1903, Со, Сена) — французский инженер и изобретатель в области телеграфии. В ноябре 1926 года Международный консультативный комитет по телеграфии ввёл в обращение и назвал в честь Бодо единицу измерения символьной скорости — бод.

## Биография
В 1872 году Бодо сконструировал синхронный телеграфный аппарат двукратного действия (аппарат Бодо), использующий метод временно́го уплотнения для одновременной передачи двух сообщений по одной линии связи. Аппараты, работающие по этому принципу, получили название многократных. До этого изобретения все телеграфные передачи велись с использованием азбуки Морзе, то есть неравномерного кода, аппарат Бодо же использовал разработанный его создателем равномерный пятибитный код (код Бодо), впоследствии получивший широкое распространение и ставший основой для международного стандарта International Telegraph Alphabet No. 1 (ITA1).
Два года спустя Бодо усовершенствовал своё изобретение и создал двукратный аппарат, который передавал информацию со скоростью 360 кодов в минуту. Ещё через два года он создал уже пятикратный аппарат, увеличив скорость передачи по сравнению с первым в 5 раз, со вторым — в 2,5 раза. Первые подобные аппараты начали эксплуатироваться в 1877 году на телеграфной линии Париж — Бордо.
Благодаря аппарату Бодо появилась возможность задействовать время, которое при передаче азбукой Морзе тратилось на интервалы между сигналами (тире и точками). Это достигалось посредством работы на одной линии четырёх или шести телеграфистов. Самыми популярными стали двукратные аппараты, которые передавали информацию на большие расстояния; скорость передачи при этом составляла до 760 битов в минуту (примерно 12,7 бод (бит/с)). Аппарат Бодо стал самым значимым достижением техники передачи информации на расстояние в XIX веке.